# Chrzypsko Wielkie (stacja kolejowa)
Chrzypsko Wielkie – nieczynna stacja kolejowa w Chrzypsku Wielkim, w województwie wielkopolskim, w Polsce.